# Râul Strâmbu, Șușița
Râul Strâmbu este un curs de apă, afluent al râului Șușița. 